# إميل غانتس
إميل غانتس هو سياسي أمريكي، ولد في 18 أغسطس 1838 في Walldorf, Thuringia ‏ في ألمانيا، وتوفي في 2 أغسطس 1922 في سان دييغو في الولايات المتحدة.